# John Jenkins
John Jenkins (Maidstone, Kent, 1592-Kimberley, Norfolk 1678) fue un compositor inglés. 
Se conoce muy poco de sus primeros años de vida. Hijo de Henry Jenkins, un carpintero que a veces hacía instrumentos de música, podría ser el "Jack Jenkins" que trabajó en 1603 en el hogar de Anne, condesa de Warwick.
Fue músico de cámara de los reyes Carlos I y Carlos II y dejó gran número de fantasías y caprichos para órgano, viola, etc., que se conservan manuscritos en su mayoría en Oxford. Se le debe, además, Twelve sonates for violins (1660 y 1664); Theophila, música para un poema de Benlowe (1652); una Elegía a la muerte de W. Lawes y diversas melodías publicadas en las antologías de la época (Enciclopedia Espasa)
- Datos: Q1509098
- Multimedia: John Jenkins (composer) / Q1509098